# Печке
Печке (словен. Pečke) су насељено место у општини Маколе, Подравска регија, Словенија.

## Историја
До територијалне реорганизације у Словенији биле су у саставу старе општине Словенска Бистрица.

## Становништво
У попису становништва из 2011. године, Печке су имале 287 становника.
| Број становника према пописима | Број становника према пописима | Број становника према пописима |
| ------------------------------ | ------------------------------ | ------------------------------ |
| 1991                           | 2002                           | 2011                           |
| 277                            | 278                            | 287                            |

Напомена: Године 2017. извршена је мања размена територија између насеља Мостечно и Печка.